# 木村賢太郎
木村 賢太郎（きむら けんたろう、1928年4月10日 - ）は、日本の彫刻家。石彫による作品を多く手がけている。東京都出身。1952年、東京美術学校卒業。

## 略歴
- 1928年 - 東京都に生まれる
- 1952年 - 東京美術学校工芸科彫金部を修了
- 1955年 - モダン・アート展で新人賞、今日の新人展(鎌倉近代美術館)で大原美術館児島虎次郎記念賞
- 1956年 - 野外彫刻個展（浅草法善寺）
- 1957年 - 今日の新人展で佳作賞、第4回サンパウロ・ビエンナーレ、集団58野外彫刻展（鎌倉近代美術館）
- 1958年 - 現代日本美術展 優秀賞
- 1960年 - 集団60野外彫刻展（鎌倉近代美術館）
- 1961年 - 第１回宇部市野外彫刻展、日本国際美術展 最優秀賞
- 1963年 - 全国彫刻コンクール応募展、世界近代彫刻日本シンポジウム
- 1965年 - 第１回現代日本彫刻展
- 1966年 - 第１回昭和会展で優秀賞
- 1968年 - 第１回インド・トリエンナーレで金ノ楯グランプリ、第1回、第4回神戸須磨離宮公園現代彫刻展
- 1969年 - 第１回現代国際彫刻展（箱根彫刻の森美術館）
- 1970年 - 日本万国美術展
- 1973年 - 戦後日本美術の展開（東京国立近代美術館）、大阪グリーンプラザ彫刻展
- 1974年 - 第5回中原悌二郎賞優秀賞
- 1975年 - 第2回彫刻の森美術館大賞展
- 1976年 - 第14回長野市野外彫刻賞
- 1977年 - 日本の美その色とかたち（国立国際美術館）
- 1979年 - 第1回たまがわ野外彫刻展
- 1980年 - 現代彫刻の歩み（神奈川県民ホール）
- 1981年 - 日本近代彫刻の展開（神奈川県立近代美術館）
- 1983年 - ニューヨーク・アートエキスポ
- 1986年 - 現代彫刻センターで個展
- 1988年 - 抽象彫刻の形成期（練馬区立美術館）、岐阜県総合体育館前庭に「どこかで会った人7」設置
- 1989年 - 横浜山下公園に「ZANGIRI」設置
- 1991年 - 幕張国際大通りに「よろこびII」設置
- 1994年 - 房総の美術（千葉県立美術館）